# Kampfgeschwader 77
Kampfgeschwader 77 (dobesedno slovensko: Bojni polk 77; kratica KG 77) je bil bombniški letalski polk (Geschwader) v sestavi nemške Luftwaffe med drugo svetovno vojno.

## Organizacija
- štab
- I. skupina
- II. skupina
- III. skupina

## Vodstvo polka
Poveljniki polka (Geschwaderkommodore)
- Oberst Heinrich Seywald: 1. maj 1939
- Generalmajor Wolf von Stutterheim: 14. september 1939
- Oberst Johann-Volkmar Fisser: 21. marec 1940
- Oberstleutnant Wolf von Stutterheim: 31. maj 1940
- Generalmajor Heinz-Hellmuth von Wühlisch: 21. junij 1940
- Oberstleutnant Johann Raithel: 1. avgust 1940
- Major Arved Crüger: 13. marec 1942
- Oberstleutnant Hermann Schlüter: 23. marec 1942
- Major Wilhelm Stemmler: 12. februar 1943